# Олтарна апсида
Олтарна апсида или конха се нарича полукръглото пространство, което заема централната част на източната стена на християнска църква. Първоначално широчината на вътрешния отвор на апсидата е малко по-голям от широчината на централния кораб на наоса. Външно апсидите имат различни форми – полукръгла, тристранна, четиристранна, шестстранна и др.
Олтарното пространство е най-сакралното в храма. Там се намира Светата трапеза, върху която се извършва тайнството евхаристия - хлябът и виното се превръщат в тялото и кръвта на Христос. В олтара влизат само свещеници. Покрай стената на апсидата се разполагат столове за клириците – презвитери и епископ.